# Імельня (Пйотрковський повіт)
Імельня (пол. Imielnia) — село в Польщі, у гміні Мощениця Пйотрковського повіту Лодзинського воєводства.